# Institut international de recherche sur les politiques alimentaires
L'Institut international de recherche sur les politiques alimentaires (IFPRI) est l'un des centres de recherche membres du Groupe consultatif pour la recherche agricole internationale (CGIAR), qui est basé à Washington aux États-Unis.